# تپه قطور
تپه قطور مربوط به دوران پیش از تاریخ ایران باستان -اورارتوئی است و در شهرستان خوی، بخش مرکزی، روستای قطور واقع شده و این اثر در تاریخ ۱۰ خرداد ۱۳۸۲ با شمارهٔ ثبت ۸۹۱۷ به‌عنوان یکی از آثار ملی ایران به ثبت رسیده است.